# Садиба поліцейського відділення й пожежної команди Либідської дільниці Києва
Садиба поліцейського відділення й пожежної команди Либідської дільниці Києва — історичний будинок кінця XIX століття (пам'яток історії та культури України) по Тарасівській вулиці, 4 та 4а у середмісті Києва. Садиба — приклад комплексу громадського призначення.

## Історія
Будинки садиби були зведені протягом 1895—1897 років після придбання земельної ділянки міською управою. На цьому місці раніше розташовувався будинок, що належав правнику, професору Київського університету святого Володимира Василеві Незабитовському. Після освячення споруди 29 червня 1897 року тут розмістилася Либідська поліцейська дільниця.
Київські пожежники довго використовували лінійки з ручними та паровими насосами та механічні драбини. 1924 року відбувся перехід на автотягу відкритого типу. Через чотири роки іноземні автомашини марок «Рапід», «НАТ» змінили на радянські марки «АМО-Ф-15». Під час визволення Києва від нацистських окупантів 6 листопада 1943 року садиба дуже постраждала від пожежі. Спочатку, у 1948 році було надбудовано четвертий поверх у флігелі. Сам головний будинок відбудовано 1953 року з надбудовою четвертого поверху. З 1953 року пожежна техніку використовувалася на базі автомашин «ЗІС-151». Каланчу та стайні було розібрано протягом 1961—1962 років. Капітальний ремонт будинку вівся протягом 1987—1989 років. Весь цей час у головному будинку розташовується районна пожежна частина (Державна пожежно-рятувальна частина Солом'янського району, ГУ ДСНС України у м. Києві) та правління Добровільного пожежного товариства України. Флігель перетворено на житловий будинок.

## Опис

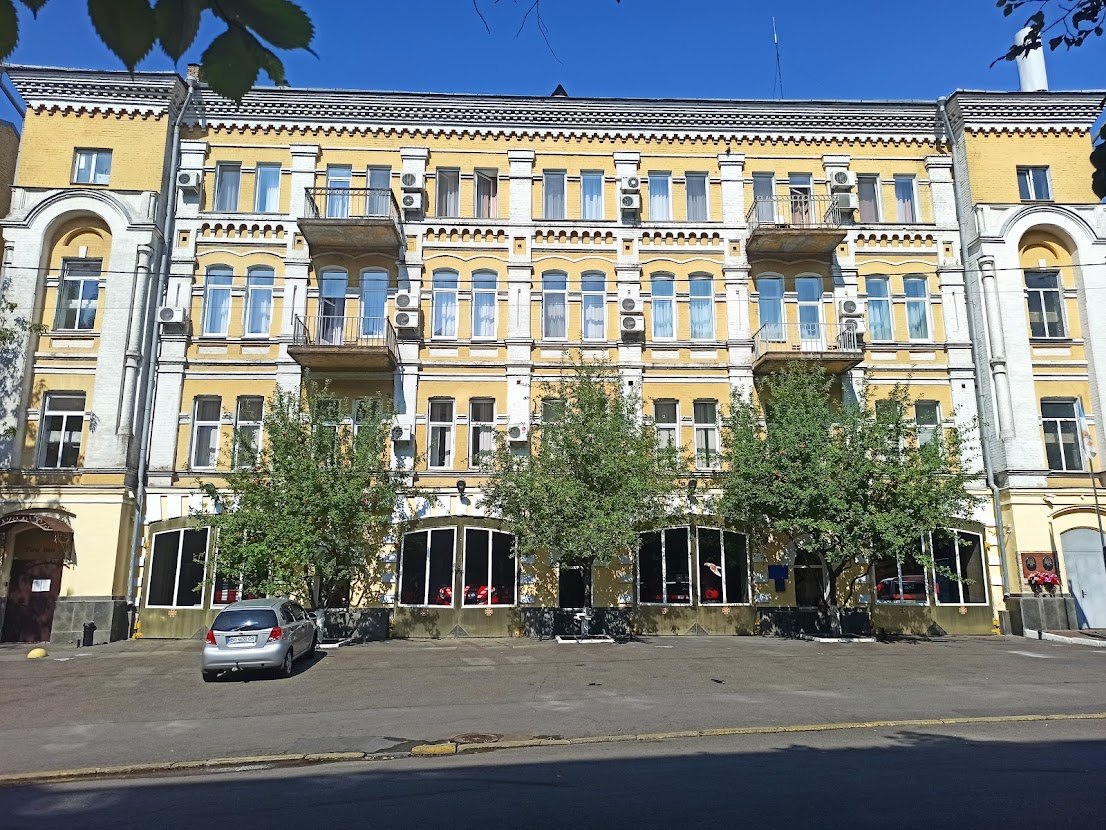
Садиба поліцейського відділення й пожежної команди Либідської дільниці Києва станом на липень 2022 року

Проєкт садиби розробив архітектор Олександр Кривошеєв. Первісно це були триповерхові будинок та флігель, що сполучалися одноповерховою стайнею на 30 коней. До складу садиби входила цегляна восьмигранна триярусна пожежна каланча заввишки 35 м, що звужувалася догори. Вона увінчувалася розвиненим аркатурним карнизом, над ним містився майданчик пожежної варти, до якого вели дерев'яні кручені сходи. Сама каланча була оздоблена витонченим пластичним цегляним декором. У садибі також обладнали цейхгауз та телеграф. Саму ділянку оточувала висока огорожа, але вона була втрачена після пожежі.
Головний будинок (№ 4)
Первісно трьо-, а після відбудови — чотириповерховий, цегляний, пофарбований будинок. За планом він прямокутний з пізнішою двоповерховою прибудовою з боку подвір'я. Перекриття пласкі, дах вальмовий бляшаний.
На першому поверсі будинку розміщувалися кінні, а пізніше автопожежні виїзди. Тому, внутрішнє планування першого поверху (в середній частині) — чотирикамерне. Відповідно, чотири великі отвори проїзних воріт з лучковими перемичками обрамлено декоративним рустуванням. Ворота чергуються з півциркульними отворами входів для персоналу. По осях кріповок у нішах розташовано лучкові отвори входів на сходи.
Другий поверх займала Либідська поліцейська частина, включаючи камери для арештантів. Весь третій поверх — це квартира брандмейстера (п'ять кімнат, кухня, ванна). Планування цих поверхів було двобічним коридорним з бічними двомаршовими сходами. Оформлений у стильовому напрямі ордерного модерну. Композиція чолового фасаду симетрична. Після відбудови в 1953 році в будинку змінили первісного планування та надбудували четвертий поверх.
Горизонтальні членування виявлено міжповерховими гуртами, які перетинають вертикалі пілястр, а також первісним та пізнішим зубчастими вінцевими карнизами. Фасад фланковано одноосьовими розкріповками, які перебивають строгий ритм здвоєних віконних прорізів: на другому та четвертому поверхах — видовжених прямокутних, на третьому (первісно верхньому) — лучкових. Розкріповки на рівні другого–третього поверхів оформлено тонкими наріжними колонками та пласкою нішею з півциркульним завершенням. Після капітального ремонту наприкінці 1980-х років цоколь було облицьовано гранітними полірованими плитами.
Флігель (№ 4-а)
Первісно трьо-, а після відбудови — чотириповерховий цегляний, пофарбований флігель з підвалом.
У П-подібному флігелі було розміщено казарми пожежників та поліцейських городових. Казарми пожежників прикрашав дубовий кіот з образом святого Миколи Чудотворця. Перекриття пласкі, дах вальмовий бляшаний. Крім того, у флігелі розташовувалася їдальня, кухня та квартира запасного брандмейстера. В підвалі — льохи та гауптвахта («сибірка»).
Внутрішнє планування з двома фланговими сходовими клітками відзначається розташуванням приміщень обабіч центрального коридору. Вирішений у цегляному стилі. Симетричний чоловий фасад з прямокутними віконними прорізами розчленовано бічними кріповками та міжповерховими гуртами.

### Меморіальна дошка

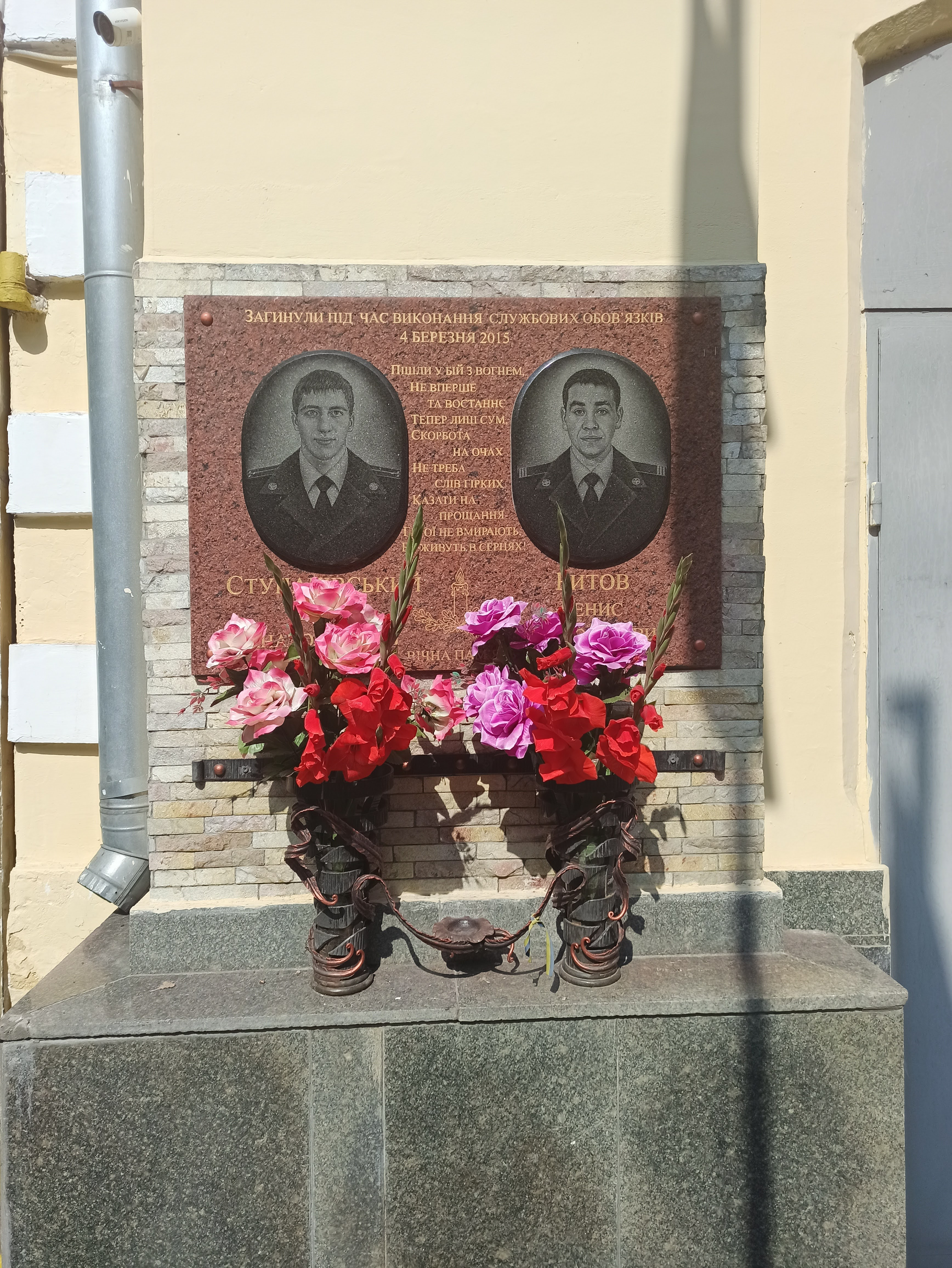
Меморіальна дошка загиблим пожежникам

На фасаді головного будинку розташована меморіальна дошка загиблим 4 березня 2015 року пожежникам старшому лейтенанту Андрію Ступаківському (заступнику начальника частини) та старшому пожежному Денису Ритову. Під час пожежі у 2-поверховій офісній будівлі на вул. Саксаганського міста Києва вони першими зайшли у полум’я, підтримував зв’язок з іншими рятувальниками по рації. Вогнеборці опинилися відрізані вогнем, без можливості негайно покинути небезпечну зону.